# Where Is My Hair?
Pour plus de détails, voir Fiche technique et Distribution.
Where Is My Hair? est un film muet américain réalisé par Gilbert M. Anderson et sorti en 1907.

## Fiche technique
- Titre : Where Is My Hair?
- Réalisation : Gilbert M. Anderson
- Scénario :
- Photographie :
- Montage :
- Producteur :
- Société de production : The Essanay Film Manufacturing Company
- Société de distribution : The Essanay Film Manufacturing Company
- Pays de production :  États-Unis
- Langue : film muet avec les intertitres en anglais
- Format : Noir et blanc — 35 mm — 1,33:1 — Muet
- Genre : Comédie
- Date de sortie : 
  - États-Unis : 14 décembre 1907